# 골든크로스
《골든 크로스》는 2014년 4월 9일부터 2014년 6월 19일까지 방영된 한국방송공사 수목드라마이다.

## 줄거리
음모에 휘말려 자신의 여동생인, 친딸을 살해한 은행원인 아버지의 원한을 갚고, 그 음모의 진실을 밝히기 위해 검사가 된 한 남자의 이야기를 다룬 작품.

## 등장 인물

### 주요 인물
- 김강우 : 강도윤 역 - 검사시보 → 변호사
- 이시영 : 서이레 역 - 검사
- 한다감 : 홍사라 역 - 클럽 골든크로스 대표
- 엄기준 : 마이클 장 역 - 박스코리아 대표, 펀드매니저
- 정보석 : 서동하 역 - 경제기획부 금융정책국장, 이레의 아버지

### 강도윤의 주변 인물
- 이대연 : 강주완 역 - 도윤의 아버지
- 정애리 : 오금실 역 - 도윤의 어머니
- 조희봉 : 강주동 역 - 사기전과 3범, 도윤의 삼촌
- 최우석 : 봉창수 역 - 태권도 관장, 도윤의 친구
- 이주승 : 오창희 역 - 컴퓨터 판매원
- 서민지 : 강하윤 역
- 조덕현 : 곽대수 역 - 강력계 형사
- 줄리엔 강 : 에반 역
- 이재백 : 제이슨 역

### 서이레의 주변 인물
- 이호재 : 김재갑 역 - 법률사무소 신명 고문, 이레의 외할아버지
- 이아현 : 김세령 역 - 이레의 엄마
- 반민정 : 송정수 역 - 검찰청 수사관

### 서동하의 주변 인물
- 김규철 : 박희서 역 - 신명 파트너 변호사
- 정원중 : 권세일 역 - 한민은행 행장
- 이승형 : 주민호 역 - 한민은행 상무

### 마이클 장의 주변 인물
- 윤진호 : 양선우 역 - 한민은행 차장
- 박병은 : 갈상준 역 - 인터넷신문 짱돌뉴스 기자

### 그 외 인물
- 박원상 : 임경재 역 - 국회의원
- 조재룡 : 박기줄 역 - 폭력전과 10범 줄자
- 정헌 : 알렉스 역 - 김재갑의 수행비서 겸 보디가드
- 최수린 : 최수정 역
- 채민희
- 전배수
- 양승걸
- 고수현
- 윤경호
- 최민수
- 안보현
- 정해나
- 손덕기
- 지영우
- 함진성 : 공보관 역

### 특별 출연
- 기주봉 : 정규직 역
- 김진우 : 김세령의 내연남 역
- 김진서 : 김 변호사 역
- 김민상 : 정서영 국회의원 역
- 박선우 : 노조위원장 역
- 정두겸 : 청문회 진행자 역
- 홍승범 : 검사 역

## 시청률
아래의 파란색 숫자는 '최저 시청률'이고, 빨간색 숫자는 '최고 시청률'입니다. 시청률조사회사와 지역별로 시청률에 차이가 있을 수 있습니다.
| 2014년      | 2014년      | 2014년         | 2014년       | 2014년         | 2014년       |
| 회차        | 방송일      | TNmS 시청률    | TNmS 시청률  | AGB 시청률     | AGB 시청률   |
| 회차        | 방송일      | 대한민국(전국) | 서울(수도권) | 대한민국(전국) | 서울(수도권) |
| ----------- | ----------- | -------------- | ------------ | -------------- | ------------ |
| 제1회       | 4월 9일     | 5.0%           | 5.2%         | 5.7%           | 6.1%         |
| 제2회       | 4월 10일    | 4.6%           | 4.8%         | 5.0%           | 5.4%         |
| 제3회       | 4월 23일    | 5.2%           | 5.3%         | 5.3%           | 5.5%         |
| 제4회       | 4월 24일    | 4.7%           | 5.2%         | 5.1%           | 5.7%         |
| 제5회       | 4월 30일    | 5.4%           | 5.7%         | 6.6%           | 7.6%         |
| 제6회       | 5월 1일     | 5.9%           | 6.4%         | 6.1%           | 7.0%         |
| 제7회       | 5월 7일     | 6.9%           | 7.1%         | 7.2%           | 7.6%         |
| 제8회       | 5월 8일     | 7.5%           | 8.0%         | 8.0%           | 8.0%         |
| 제9회       | 5월 14일    | 7.3%           | 7.7%         | 8.0%           | 9.0%         |
| 제10회      | 5월 15일    | 6.9%           | 7.6%         | 8.0%           | 8.8%         |
| 제11회      | 5월 21일    | 7.1%           | 7.6%         | 7.6%           | 7.8%         |
| 제12회      | 5월 22일    | 6.8%           | 7.2%         | 7.6%           | 7.9%         |
| 제13회      | 5월 28일    | 8.7%           | 9.5%         | 9.2%           | 9.7%         |
| 제14회      | 5월 29일    | 7.7%           | 7.9%         | 9.2%           | 9.7%         |
| 제15회      | 6월 4일     | 10.8%          | 13.1%        | 11.3%          | 12.6%        |
| 제16회      | 6월 5일     | 8.7%           | 9.2%         | 10.1%          | 11.5%        |
| 제17회      | 6월 11일    | 9.2%           | 10.6%        | 10.7%          | 11.8%        |
| 제18회      | 6월 12일    | 8.6%           | 9.6%         | 9.1%           | 10.1%        |
| 제19회      | 6월 18일    | 8.1%           | 8.6%         | 9.2%           | 9.7%         |
| 제20회      | 6월 19일    | 9.5%           | 10.1%        | 10.1%          | 11.0%        |
| 평균 시청률 | 평균 시청률 | 7.2%           | 7.8%         | 8.0%           | 8.6%         |

## 결방 사유 및 편성 변경
- 2014년 4월 16일 ~ 4월 17일 : 진도 해상 세월호 여객선 침몰 뉴스 속보 및 KBS 파노라마 재방송 편성 관계로 결방됨.

## 참고 사항
- 본 작품이 첫 방송 당시에, 폭력성 시비 문제로 청소년 시청기준을 벗어난 내용으로 방송된 시청자 의견을 전제로 하여, KBS 드라마본부 측의 답변은 다음과 같다.

'골든 크로스'는 평범한 한 가장이 은행매각 음모에 휘말려 파괴되자, 아들이 변호사가 되어 그 음모의 실체인 거대권력의 탐욕과 맞서 싸운다는 내용을 극화한 서스펜스 드라마이므로, 부가 권력이 되어 서민들의 삶을 옥죄는 현대 사회에서 진정한 정의실현에 대한 희망을 보여주자는 취지로 기획하였습니다.
- 지난 4월 9,10일 방송된 '골든 크로스' 1,2회 방송분은 이른바 '골든크로스'라 불리는 비밀권력단체가 한민은행의 불법매각을 위해 주인공 도윤(김강우 분)의 아버지 강주완(이대연 분)을 유혹하지만, 주완이 이를 거절하자 도윤의 여동생 하윤(서민지 분)을 죽이고 그 살인죄를 아버지에게 덮어 씌우는 과정이 그려졌습니다. 이 과정에서 하윤은 연예인을 시켜준다는 거짓말에 속아 홍콩에서 강제로 서동하 국장(정보석 분)과 하룻밤을 보내게 되고, 이에 반항하지만 가족의 생계를 협박하자 자신을 희생하게 됩니다.

- 1,2부에서 성상납을 연상케 하거나, 골프채를 휘둘러 살인하는 포악한 장면이 청소년들에게 왜곡된 성의식과 생명의식을 심어줄 수 있다는 지적에 제작진 역시 깊이 동감하고 있으며, 이 같은 부분을 우려하여 드라마 제작 과정에서 세심한 노력을 기울였습니다.

- 1부 홍콩호텔에서 하윤과 서동하가 첫 대면하는 장면은 놀란 하윤의 표정과 웃는 서동하의 얼굴을 대비시키는 것으로 짧게 처리했으며, 그 다음날 호텔 장면도 충격 받은 하윤의 표정 위주로 연출했습니다. 이런 방식은 ‘육체적 성폭행’ 사실 여부를 노출시키지 않고, 하윤이 받은 ‘정신적인 충격’ 위주로 보여주기 위한 것이었습니다.

- 2부 골프채 살인 장면의 경우, 권력자 집단의 악마성과 폭력성을 보여주는 장면이기 때문에 그 폭력성에 대한 공감을 불러일으키되, 장면 자체를 직접적이고 적나라하게 보여주는 건 최대한 지양하고자 노력했습니다. 그래서 골프채로 하윤을 때리는 것을 직접 보여주는 화면은 최대한 배제하고, 서동하의 광기어린 표정과 그를 둘러싼 가족들의 표정을 교차편집 함으로써 서동하의 분노를 표출하는 방식으로 연출했으며, 액자에 뿌려진 피, 골프채를 휘두르는 손 실루엣, 하윤의 눈 클로즈업 등의 이미지 화면을 활용해 간접적이고 은유적인 방식으로 표현하고자 최대한 노력했습니다.

본 프로그램의 기획 의도나 앞으로의 내용 전개상 가장 중요한 장면들이라 그 표현 방식이나 허용 수위에 대해 제작진은 깊이 고심하였습니다. 그럼에도 불구하고 극 중에서 방송된 장면들의 폭력성과 선정성 자체가 청소년이 보기엔 다소 부정적인 악영향을 미칠 수 있다는 우려에 대해서, 제작진은 좀 더 책임감 있고 신중한 자세로 남은 방송분 제작에 심혈을 기울이겠습니다.— 출처 : http://iaudience.kbs.co.kr KBS 시청자 상담실 홈페이지

- 극중 서동하와 에반 역을 맡았던 정보석과 줄리엔 강은 《지붕뚫고 하이킥!》 이후 5년만에 재회하였다.

## 수상 경력
- 2014년 KBS 연기대상 조연상 - 한다감

## 동시간대 드라마
- MBC 수목 미니시리즈

《앙큼한 돌싱녀》
《개과천선》
- SBS 수목 미니시리즈

《쓰리 데이즈》
《너희들은 포위됐다》